# Lubov Rusanova
Lubov Rusanova (Unión Soviética, 2 de febrero de 1954) es una nadadora soviética retirada especializada en pruebas de estilo braza, donde consiguió ser subcampeona olímpica en 1976 en los 100 metros.

## Carrera deportiva
En los Juegos Olímpicos de Montreal 1976 ganó la medalla de plata en los 100 metros braza —con un tiempo de 1:13.04 segundos— y el bronce en los 200 metros braza, con un tiempo de 2:36.22 segundos.
Y en el Campeonato Mundial de Natación de 1973 celebrado en Belgrado ganó la plata en los 100 metros braza.